# مادة 19
المادة 19 (نمطية ARTICLE 19) تعمل منظمة حقوق الإنسان الدولية على حماية ودعم حرية التعبير والمعرفة حول العالم. تأسست عام 1987، وحصلت على هذه التسمية من المادة 19 للإعلان العالمي لحقوق الإنسان، التي تنص على:
«إن لكل شخص حق حرية الرأي والتعبير، ويتضمن الحق التمسك بالرأي دون تدخل، والبحث أو استلام المعرفة والأفكار ونقلها، من طريق الإعلام بصرف النظر عن أية عراقيل».
تعرّف المنظمة نفسها باسم أقسام المعاهدات والقانون، وهو مثال على ذلك الشيء الذي أسماه زكاري الكينز (جابتر فيرس براندينغ - chapter-verse branding).

## الأنشطة
ترصد المادة التاسعة عشر التهديدات التي تتعرض لها حرية التعبير حول العالم: الضغط على الحكومات لتبني قوانين تؤكد المعايير الدولية لحرية التعبير، وصياغة معايير قانونية تعزز الإعلام، والبث المباشر، وحرية التعبير، وإمكانية الوصول للأرشيف الحكومي. ينتج برنامج القانون تحليلات قانونية ونقدًا لقوانين وطنية، تشتمل قوانين الإعلام. إضافةً إلى ذلك تتدخل ARTICLE 19 في الحالات الفردية أو الجماعية ممن تُنتهَك حقوقهم، وتوفر دعم وتطوير القدرات للمنظمات غير الحكومية، والقضاة، والمحامين، والصحفيين, ورواد وسائل الإعلام، ومحامي الإعلام، والموظفين العموميين، ونواب مجالس البرلمان. نظم عمل المادةARTICLE 19 في خمسة برامج إقليمية، وتشمل: أفريقيا، وآسيا, وأوروبا، وأمريكا اللاتينية, والشرق الأوسط؛ برنامج قانون وبرنامج رقمي، وتمتلك أكثر من 100 طاقم ومكتب إقليمي في بنجلاديش والبرازيل وكينيا والمكسيك وميانمار والسنغال وتونس، وتعمل بالاشتراك مع نحو مئة منظمة في أكثر من 60 بلدًا حول العالم.

## الائتلافات
ARTICLE 19هي عضو مؤسس في التبادل الدولي لحرية التعبير (IFEX)، وهي مركز تبادل معلومات عالمية غير حكومية تراقب جميع انتهاكات حرية التعبير حول العالم، وهي عضو في مجموعة المراقبة التونسية المؤلفة من 21 منظمة لحرية التعبير التي أجبرت الحكومة التونسية على إجراء تحسين على سجل حقوق الإنسان لديها. أيضًا هي منسق مجموعة الشراكة الدولية الأذربيجانية(IPGA) ، وهو تحالف من المنظمات الدولية التي تعمل على تعزيز وحماية حرية التعبير في أذربيجان.
ARTICLE 19هي عضو مؤسس في شبكة دعاة حرية المعلومات (FOIA)، وهي منتدى عالمي يهدف إلى دعم الحملات والدعوة وجمع الأموال للوصول إلى المعلومات من طريق تبادل المعلومات والأفكار والاستراتيجيات. تهدف شبكة قانون حرية المعلومات أيضًا إلى تسهيل تشكيل تحالفات إقليمية أو دولية لمعالجة قضايا الوصول إلى المعلومات.

## الوصف
المادة 19
1. لكل شخص الحق في التمسك بالرأي دون تدخل.
2. لكل شخص الحق في حرية التعبير، ويتضمن هذا الحق حرية البحث، واستلام المعلومات والأفكار بكل أنواعها ونقلها بصرف النظر عن المعوقات، سواء كانت شفوية أو مكتوبة أو مطبوعة من طريق أي وسيلة إعلامية أو فنية يختارها.
3. ممارسة الحقوق المعطاة في الفقرة 2 من هذه المقالة تحمل العديد من الواجبات والمسؤوليات، وقد تكون خاضعة لقيود معينة ولكن هذه القيود يجب أن تكون ضرورية وكما طرحها القانون: (أ) احترام الحقوق أو سمعة الاخرين. (ب) لحماية الأمن الوطني أو لحماية الأمن العام أو الصحة العامة أو الذوق العام.

### التمويل
قائمة بأسماء المساهمين المنضمين في تمويل المادة 19 على موقعها الإلكتروني:
• أجندة التنمية الدولية السويدي (SIDA).
•وزارة التنمية الدولية البريطانية (DFID).
• مؤسسة بيل وميليندا جيتس.
• مؤسسة فورد.
• معهد المجتمع المفتوح (OSI).
• مؤسسة ويليام وفلورا هيوليت.

#### المؤسسين
وضع J. Roderick MacArthur  قبل وفاته بقليل عام 1984 رؤية للمادة 19 باعتبارها منظمة عالمية لحقوق الإنسان تركز على قضايا الرقابة. بدأت كريغ ماكارثر -ابنة مدير المؤسسةJ. Roderick MacArthur - بتشكيل مؤسسة مستوحاة من مادة ضمن الإعلان العالمي لحقوق الإنسان. مستعينًا بالمحامي وزعيم حقوق الإنسان Aryeh Neier الذي كان المدير التنفيذي لاتحاد الحريات المدنية الأمريكية (1978-1970) قبل تأسيسه لـ Human Rights Watch  في عام 1978.
قام Aryeh Neier بتعيين Martin Ennals لتحقيق الفكرة. حصل Ennals  على خبرته من UNESCO و National Council for Civil Libertiesومن منظمة العفو الدولية الفائزة بجائزة نوبل, وبدأ تأسيس منظمة المادة 19 في عام 1986 بميزانية تبلغ نحو 1,500,000 دولار وكادر مكون من 8 ومع أول مدير تنفيذي لهاKevin Boyle .
باعتباره المدير التنفيذي، أشرف كيفين بايول على أول تقرير، الذي لخص بدوره الوضع الحالي للرقابة على نطاق عالمي في تقرير مطروح عام 1988. وضع تقرير ARTICLE 19 «المعلومات، والحرية، والرقابة» معيارًا للمضي قدمًا. انتقدت ARTICLE 19 المملكة البريطانية المتحدة لكون حكومتها تتدخل في قرارات تحرير شركات البث البريطانية، وأيضًا ينتقد محررون آخرون في الكثير من الأحيان المملكة المتحدة على الرغم من أن مؤسساتهم تقع في لندن.
تحت قيادة بايول حصلت ARTICLE 19 على أول حملة للدفاع بنفسها، ومن ضمن أوائل مديري ARTICLE 19 كان الصحفي الجنوب إفريقي Zwelakhe Sisulu.